# Mistrzostwa Świata Juniorów w Saneczkarstwie 2006
Mistrzostwa Świata Juniorów w Saneczkarstwie 2006 – 21. edycja mistrzostw świata juniorów w saneczkarstwie, zorganizowana w dniach 3–4 lutego w niemieckim Altenbergu. W tym mieście mistrzostwa odbyły się już drugi raz (wcześniej w 2000). Rozegrane zostały cztery konkurencje: jedynki kobiet, jedynki mężczyzn, dwójki mężczyzn oraz zawody drużynowe. W tabeli medalowej bezkonkurencyjni byli Niemcy.

## Wyniki

### Jedynki kobiet
- Data / Początek: Sobota 4 lutego 2006 / 9:00 CET[1]

| Medal | Zawodniczka          | Państwo           | Czas     | Strata  |
| ----- | -------------------- | ----------------- | -------- | ------- |
|       | Natalie Geisenberger | Niemcy            | 1:26,490 |         |
|       | Stefanie Sieger      | Niemcy            | 1:26,738 | +0,248  |
|       | Madeleine Teuber     | Niemcy            | 1:26,780 | +0,290  |
| 4.    | Astrid Scharfe       | Niemcy            | 1:27,033 | +0,543  |
| 5.    | Anastasia Young      | Stany Zjednoczone | 1:27,082 | +0,592  |
| 6.    | Sarah Podorieszach   | Włochy            | 1:27,154 | +0,664  |
| 7.    | Megan Sweeney        | Stany Zjednoczone | 1:27,350 | +0,860  |
| 8.    | Romana Novaková      | Słowacja          | 1:28,051 | +1,561  |
| ...   | ...                  | ...               | ...      | ...     |
| 22.   | Mariola Ziętek       | Polska            | 1:30,444 | +3,954  |
| 34.   | Katarzyna Glińska    | Polska            | 1:38,748 | +12,258 |

### Jedynki mężczyzn
- Data / Początek: Sobota 4 lutego 2006 / 12:30 CET[2]

| Medal | Zawodnik         | Państwo           | Czas     | Strata |
| ----- | ---------------- | ----------------- | -------- | ------ |
|       | Felix Loch       | Niemcy            | 1:48,370 |        |
|       | Manuel Pfister   | Austria           | 1:49,141 | +0,771 |
|       | Peter Fischer    | Niemcy            | 1:49,157 | +0,787 |
| 4.    | Johannes Ludwig  | Niemcy            | 1:49,228 | +0,858 |
| 5.    | Richard Grill    | Niemcy            | 1:49,481 | +1,111 |
| 6.    | Gregory Carigiet | Szwajcaria        | 1:49,775 | +1,405 |
| 7.    | Achim Obkircher  | Włochy            | 1:50,108 | +1,738 |
| 8.    | Chris Mazdzer    | Stany Zjednoczone | 1:50,221 | +1,851 |
| ...   | ...              | ...               | ...      | ...    |
| 17.   | Maciej Kurowski  | Polska            | 1:51,079 | +2,709 |
| 37.   | Ernest Markowski | Polska            | 57,031   |        |
| 40.   | Tomasz Kafel     | Polska            | 57,421   |        |

### Dwójki mężczyzn
- Data / Początek: Piątek 3 lutego 2006 / 14:00 CET[4]

| Medal | Zawodnicy                            | Państwo           | Czas     | Strata |
| ----- | ------------------------------------ | ----------------- | -------- | ------ |
|       | Tobias Wendl/Tobias Arlt             | Niemcy            | 1:20,946 |        |
|       | Ronny Pietrasik/Christian Weise      | Niemcy            | 1:21,430 | +0,484 |
|       | Chris Mazdzer/Garon Thorne           | Stany Zjednoczone | 1:21,750 | +0,804 |
| 4.    | Inārs Kivlinieks/Lauris Bērziņš      | Łotwa             | 1:22,064 | +1,118 |
| 5.    | Cosmin Chetroiu/Ionuț Țăran          | Rumunia           | 1:22,176 | +1,230 |
| 6.    | Władisław Jużakow/Władimir Machnutin | Rosja             | 1:22,382 | +1,436 |
| 7.    | Ritvars Šteins/Mārcis Kalniņš        | Łotwa             | 1:22,526 | +1,580 |
| 8.    | Leo Horváth/Jozef Kuchár             | Słowacja          | 1:22,858 | +1,912 |
| ...   | ...                                  | ...               | ...      | ...    |
| 13.   | Łukasz Lewczuk/Adam Wanielista       | Polska            | 1:23,587 | +2,641 |
| 15.   | Piotr Łątka/Tomasz Kafel             | Polska            | 1:25,334 | +4,388 |

### Drużynowe
- Data / Początek: Piątek 3 lutego 2006 / 10:00 CET[5]

| Medal | Zawodnicy                                                                 | Państwo           | Czas     | Strata |
| ----- | ------------------------------------------------------------------------- | ----------------- | -------- | ------ |
|       | Felix Loch/Stefanie Sieger/Tobias Wendl/Tobias Arlt                       | Niemcy            | 2:17,502 |        |
|       | Chris Mazdzer/Megan Sweeney/Chris Mazdzer/Garon Thorne                    | Stany Zjednoczone | 2:18,668 | +1,166 |
|       | Walerij Biespałow/Ksienija Cypłakowa/Władisław Jużakow/Władimir Machnutin | Rosja             | 2:19,741 | +2,239 |
| 4.    | Jozef Kuchár/Romana Novaková/Leo Horváth/Jozef Kuchár                     | Słowacja          | 2:20,364 | +2,862 |
| 5.    | Ritvars Šteins/Inga Pīlādze/Inārs Kivlinieks/Lauris Bērziņš               | Łotwa             | 2:20,435 | +2,933 |
| 6.    | Ołeh Żerebeskij/Maryna Halajdżjan/Ołeh Żerebeskij/Roman Jazwinskij        | Ukraina           | 2:20,836 | +3,334 |
| 7.    | Nick Olson/Monica Gorham/Cameron Gunn/David Adair                         | Kanada            | 2:21,325 | +3,823 |
| 8.    | Daniel Pfister/Daniela Löble/Reinhard Egger/David Schweiger               | Austria           | 2:21,912 | +4,410 |
| ...   | ...                                                                       | ...               | ...      | ...    |
| 10.   | Maciej Kurowski/Mariola Ziętek/Łukasz Lewczuk/Adam Wanielista             | Polska            | 2:24,196 | +6,694 |

## Klasyfikacja medalowa
| Miejsce | Państwo           |   |   |   | Razem |
| ------- | ----------------- | - | - | - | ----- |
| 1.      | Niemcy            | 4 | 2 | 2 | 8     |
| 2.      | Stany Zjednoczone | 0 | 1 | 1 | 2     |
| 3.      | Austria           | 0 | 1 | 0 | 1     |
| 3.      | Rosja             | 0 | 0 | 1 | 1     |